# PSR J1719-1438 b
PSR J1719-1438 b是一颗在2011年8月25日发现的太阳系外行星。它围绕毫秒脉冲星PSR J1719-1438公转。这颗脉冲星行星很可能由结晶碳（钻石）构成。PSR J1719-1438 b和母星PSR J1719-1438在之前是一个联星系统中的两颗恒星，但当PSR J1719-1438的前身星发生超新星爆发并变成脉冲星后，PSR J1719-1438 b膨胀进入红巨星时期并演化为白矮星。这个联星系统中的剧烈条件将白矮星转变为主要由重元素如碳和氧组成的行星，碳行星的存在已经在理论上得到证实。PSR J1719-1438 b的运转轨道离母星很近，如果放在太阳系中，它将会在太阳内部运行。

## 观测史
PSR J1719-1438是由澳大利亚墨尔本斯文本科技大学天体物理学家马修·贝利斯领导的一个科学小组在2009年发现。PSR J1719-1438 b则是在2011年8月25日在《科学》杂志中发表的论文中第一次公布。这颗太阳系外行星是通过脉冲星计时法（脉冲星发射出的辐射非常规律，观察到辐射的时间异常可以推导出行星的存在和轨道参数）发现的。在英国、夏威夷和澳大利亚的天文台观测并证实了这次发现。

## 形成
PSR J1719-1438 b本来是一颗主序星，存在于一个联星系统中。这个系统的主星发生超新星爆发，剩下高速旋转的内核，即变为脉冲星。而恒星系统中的伴星，即PSR J1719-1438 b的前身星先膨胀变为一颗红巨星，然后缩小变为白矮星。在这个过程中，主星脉冲星将伴星的气体吸走，并随着转移物质的增加而不断加速自转，从而形成毫秒脉冲星。
但是白矮星并没有因此进入一个不稳定的轨道并和脉冲星合并，这在恒星－脉冲星联星系统中非常少见。相反，白矮星稳定在距离脉冲星约一个太阳半径的轨道上。但是由于白矮星太靠近主星，使得它失去大部分残留物质，仅留下一个裸露的核心。超高引力压力环境使得它发生碳结晶形成一颗碳行星（所有的聚变反应都完全停止，分类也因此从恒星变为行星），组成物质和钻石非常类似。

## 母星
PSR J1719-1438 b的母星PSR J1719-1438距离地球约4000光年，位于巨蛇座（尾），距离蛇夫座的边界仅有约1′的距离。这颗毫秒超新星一分钟旋转超过10000次，直径仅有12英里，但质量却是太阳的1.4倍。它原本是和PSR J1719-1438 b的前身星（仍存在聚变反应时）组成一个联星系统。

## 特征
PSR J1719-1438 b是目前发现密度最大的行星，它的质量和木星差不多，但密度约是木星的20倍，因此它的组成物质必须是非常紧密，部分由简并态物质组成。因为它被假设为是一颗白矮星的残余内核物质，所以被认为是由氧和碳组成（相对于由氢和氦组成的气体行星如木星或土星）。然而，所有目前已知白矮星的密度都是水密度的百万倍以上，并由电子简并态物质组成。对于白矮星来说，这个天体的密度实在太低。另外，白矮星因为在引力塌陷时储存的热能可以发出的光。目前尚未知道为什么这颗假设的白矮星残余天体为什么没有保留足够的热量以发光。
在PSR J1719-1438 b的表面很有可能存在氧气，而碳的含量随着行星核心的接近而越来越高。行星的巨大压力表明这些碳都被结晶化，形成类似钻石的结构。按照马修·贝利斯的说法，只要能拿一大块回来，都可能将它变成一颗非常有用的钻石。
PSR J1719-1438 b的公转周期为2.17小时，它距离母星的平均距离为0.89太阳半径，如果将它放在太阳系将会在太阳里面公转。
PSR J1719-1438 b的前身星是一颗恒星。PSR J1719-1438形成脉冲星将PSR J1719-1438 b的气体吸引走后并显著加速旋转。当PSR J1719-1438 b形成一颗白矮星时，由于太接近脉冲星，它的99.9％物质都被吸走，留下一颗不可以再进行聚变反应的核心。这颗残留的核心被重新分类为一颗行星。

## 延伸阅读
- Bailes, M.; Bates, S. D.; Bhalerao, V.; Bhat, N. D. R.; Burgay, M.; Burke-Spolaor, S.; d'Amico, N.; Johnston, S.; Keith, M. J.  (PDF). Science. 2011  [2011-10-09]. doi:10.1126/science.1208890. （原始内容 (PDF)存档于2012-01-24）.
- (新闻稿). 马克斯·普朗克射电天文学研究所. August 25, 2011  [August 26, 2011]. （原始内容存档于2011年9月14日）.
- Correa, Alfredo A.; Bonev, Stanimir A.; Galli, Giulia. . Proceedings of the National Academy of Sciences. 2006, 103 (5): 1204–8. PMC 1345714 . PMID 16432191. doi:10.1073/pnas.0510489103.